# Prangos heptaptera
Prangos heptaptera är en flockblommig växtart som beskrevs av Carl Georg Oscar Drude. Prangos heptaptera ingår i släktet Prangos och familjen flockblommiga växter. Inga underarter finns listade i Catalogue of Life.